# Джордж Уолд
Джордж Уолд, Джордж Волд, Георг Валд (нар. 18 листопада 1906, Нью-Йорк — пом.12 квітня 1997, Кембридж, Массачусетс, США) — вчений у галузі фізіології та медицини. Лауреат Нобелівської премії (за відкриття, пов'язані з первинними фізіологічними та хімічними візуальними процесами ока, 1967) разом з Рагнаром Гранітом і Голденом Гартлайном.

## Життєпис
Батько Джорджа Волда народився в українському селі поблизу Перемишля (тепер Польща). Джордж народився в Нью-Йорку, ступінь бакалавра здобув у Нью-Йоркському університеті 1927 року. Ступінь доктора здобув у Колумбійському університеті за праці з зоології 1932 року. Дослідницьку діяльність почав у лабораторії Отто Варбурга в Берліні. Але 1934 року через загрозу нацистського переслідування повернувся до США й оселився у Гарварді, де розкрився його талант. З 1934 року викладав біологію в Гарвардському університеті, де у 1948–1980 рр. був професором.
У 1959 отримав премію Румфорда Американської академії мистецтв і наук за ідентифікацію біохімічної основи зору.
Основні праці Джорджа Волда присвячено біохімії, фізіології та еволюції зору, питанням кольорового зору у людини, проблемам виникнення життя й біологічної еволюції. Джордж Волд виявив у рецепторах сітківки ока (паличках і колбочках) вітаміни А й А2 й з'ясував їхню роль в утворенні зорових пігментів.